# Mateo Estuardo (1516-1571)
Mateo Estuardo, IV conde de Lennox (21 de septiembre de 1516-4 de septiembre de 1571) fue un noble escocés perteneciente a la Casa de los Estuardo. Regente del reino, durante la minoría de su nieto Jacobo VI de Escocia y I de Inglaterra (1570-1571), fue el líder de la nobleza católica de Escocia.

## Juventud y primeros años
Mateo nació en el castillo de Dumbarton. Era hijo de John Estuardo, III conde de Lennox y Lady Elizabeth Stewart. A la muerte de Jacobo V en 1542, Lennox ocupaba el tercer lugar en la línea de sucesión a la corona de Escocia. En primer lugar estaba la hija de Jacobo V, María Estuardo, entonces una niña; el segundo lugar correspondía a James Hamilton, duque de Châtellerault y II conde de Arran, descendiente de Jacobo II de Escocia a través de un hijo varón de la princesa María, hija de Jacobo II; y, a continuación, Mateo, descendiente también de la princesa María, pero a través de Elizabeth Hamilton.
Pasó la mayor parte de sus primeros años en el exilio en Inglaterra, regresando a Escocia a la muerte de Jacobo V para reivindicar sus derechos. En 1544 contrajo matrimonio con Margaret Douglas, hermanastra del difunto rey y nieta de Enrique VII de Inglaterra, lo que impulsó su candidatura al trono de Escocia y le dio la posibilidad de reclamar derechos en Inglaterra. A cambio, apoyó las acciones militares de Enrique VIII de Inglaterra en defensa del matrimonio entre el Príncipe de Gales y María de Escocia, participando con los ingleses en la Guerra del Cortejo Duro, lo que le llevó a un nuevo exilio en Inglaterra.

## Regreso a Escocia
Mateo regresa a Escocia a petición de Isabel I de Inglaterra durante las negociaciones de boda de María en 1564 y pronto se consolida como el Señor más poderoso del área de Glasgow, desde donde jugará un papel crucial en los acontecimientos.
Si Isabel I tuvo algo que ver en el matrimonio entre María I y Enrique Estuardo, Lord Darnley, hijo del conde de Lennox (lo que eliminaba el riesgo de una potencial alianza matrimonial entre Escocia y alguna potencia europea) es algo que queda abierto a discusión. En cualquier caso, Lennox influyó decisivamente en el matrimonio entre su hijo y María I. Isabel I desaprobó la unión, ya que Darnley, nacido en Inglaterra y por tanto súbdito suyo, se había casado sin su permiso. Como castigo, envió a la esposa de Lennox a la torre de Londres.

## Regencia
Tras el asesinato de Lord Darnley en 1567, Lennox exigió vehementemente justicia contra los asesinos de su hijo, convirtiéndose en el principal acusador de María (cuya implicación es controvertida), ya que el crimen había sido perpetrado por, el entonces amante, y más tarde esposo de la reina, Lord Bothwell.
En 1567, el protestante Jacobo Estuardo, I conde de Moray fue nombrado regente de Escocia, tras la abdicación de la reina el 24 de julio. Tras ser asesinado en 1570, Lennox le sucedió en el cargo, aunque moriría al año siguiente durante una escaramuza en Stirling.

## Ancestros
|  |                                                                     |  |  |  |  |  |  |  |  |  |  |  |  |  |  |  |
|  | 16. Sir Alan Stewart de Darnley, II Señor de Aubigny y Concressault |  |  |  |  |  |  |  |  |  |  |  |  |  |  |  |
|  |                                                                     |  |  |  |  |  |  |  |  |  |  |  |  |  |  |  |
|  |                                                                     |  |  |  |  |  |  |  |  |  |  |  |  |  |  |  |
|  | 8. John Stewart, I Conde de Lennox                                  |  |  |  |  |  |  |  |  |  |  |  |  |  |  |  |
|  |                                                                     |  |  |  |  |  |  |  |  |  |  |  |  |  |  |  |
|  |                                                                     |  |  |  |  |  |  |  |  |  |  |  |  |  |  |  |
|  | 17. Lady Catherine Seton                                            |  |  |  |  |  |  |  |  |  |  |  |  |  |  |  |
|  |                                                                     |  |  |  |  |  |  |  |  |  |  |  |  |  |  |  |
|  |                                                                     |  |  |  |  |  |  |  |  |  |  |  |  |  |  |  |
|  | 4. Matthew Stewart, II Conde de Lennox                              |  |  |  |  |  |  |  |  |  |  |  |  |  |  |  |
|  |                                                                     |  |  |  |  |  |  |  |  |  |  |  |  |  |  |  |
|  |                                                                     |  |  |  |  |  |  |  |  |  |  |  |  |  |  |  |
|  | 18. Alexander Montgomerie, Master de Montgomerie                    |  |  |  |  |  |  |  |  |  |  |  |  |  |  |  |
|  |                                                                     |  |  |  |  |  |  |  |  |  |  |  |  |  |  |  |
|  |                                                                     |  |  |  |  |  |  |  |  |  |  |  |  |  |  |  |
|  | 9. Lady Margaret Montgomerie                                        |  |  |  |  |  |  |  |  |  |  |  |  |  |  |  |
|  |                                                                     |  |  |  |  |  |  |  |  |  |  |  |  |  |  |  |
|  |                                                                     |  |  |  |  |  |  |  |  |  |  |  |  |  |  |  |
|  | 19. Lady Elizabeth Hepburn                                          |  |  |  |  |  |  |  |  |  |  |  |  |  |  |  |
|  |                                                                     |  |  |  |  |  |  |  |  |  |  |  |  |  |  |  |
|  |                                                                     |  |  |  |  |  |  |  |  |  |  |  |  |  |  |  |
|  | 2. John Stewart, III Conde de Lennox                                |  |  |  |  |  |  |  |  |  |  |  |  |  |  |  |
|  |                                                                     |  |  |  |  |  |  |  |  |  |  |  |  |  |  |  |
|  |                                                                     |  |  |  |  |  |  |  |  |  |  |  |  |  |  |  |
|  | 20. Sir James Hamilton de Cadzow                                    |  |  |  |  |  |  |  |  |  |  |  |  |  |  |  |
|  |                                                                     |  |  |  |  |  |  |  |  |  |  |  |  |  |  |  |
|  |                                                                     |  |  |  |  |  |  |  |  |  |  |  |  |  |  |  |
|  | 10. James Hamilton, I Señor Hamilton                                |  |  |  |  |  |  |  |  |  |  |  |  |  |  |  |
|  |                                                                     |  |  |  |  |  |  |  |  |  |  |  |  |  |  |  |
|  |                                                                     |  |  |  |  |  |  |  |  |  |  |  |  |  |  |  |
|  | 21. Lady Janet Livingston                                           |  |  |  |  |  |  |  |  |  |  |  |  |  |  |  |
|  |                                                                     |  |  |  |  |  |  |  |  |  |  |  |  |  |  |  |
|  |                                                                     |  |  |  |  |  |  |  |  |  |  |  |  |  |  |  |
|  | 5. Lady Elizabeth Hamilton                                          |  |  |  |  |  |  |  |  |  |  |  |  |  |  |  |
|  |                                                                     |  |  |  |  |  |  |  |  |  |  |  |  |  |  |  |
|  |                                                                     |  |  |  |  |  |  |  |  |  |  |  |  |  |  |  |
|  | 22. Rey Jacobo II de Escocia(hijo de 13)                            |  |  |  |  |  |  |  |  |  |  |  |  |  |  |  |
|  |                                                                     |  |  |  |  |  |  |  |  |  |  |  |  |  |  |  |
|  |                                                                     |  |  |  |  |  |  |  |  |  |  |  |  |  |  |  |
|  | 11. Mary Stewart, Condesa de Arran de Escocia                       |  |  |  |  |  |  |  |  |  |  |  |  |  |  |  |
|  |                                                                     |  |  |  |  |  |  |  |  |  |  |  |  |  |  |  |
|  |                                                                     |  |  |  |  |  |  |  |  |  |  |  |  |  |  |  |
|  | 23. Reina María de Güeldres                                         |  |  |  |  |  |  |  |  |  |  |  |  |  |  |  |
|  |                                                                     |  |  |  |  |  |  |  |  |  |  |  |  |  |  |  |
|  |                                                                     |  |  |  |  |  |  |  |  |  |  |  |  |  |  |  |
|  | Matthew Stewart, IV Conde de Lennox                                 |  |  |  |  |  |  |  |  |  |  |  |  |  |  |  |
|  |                                                                     |  |  |  |  |  |  |  |  |  |  |  |  |  |  |  |
|  |                                                                     |  |  |  |  |  |  |  |  |  |  |  |  |  |  |  |
|  | 24. Sir John Stewart (1421)                                         |  |  |  |  |  |  |  |  |  |  |  |  |  |  |  |
|  |                                                                     |  |  |  |  |  |  |  |  |  |  |  |  |  |  |  |
|  |                                                                     |  |  |  |  |  |  |  |  |  |  |  |  |  |  |  |
|  | 12. Jacobo Estuardo, el Caballero Negro de Lorne                    |  |  |  |  |  |  |  |  |  |  |  |  |  |  |  |
|  |                                                                     |  |  |  |  |  |  |  |  |  |  |  |  |  |  |  |
|  |                                                                     |  |  |  |  |  |  |  |  |  |  |  |  |  |  |  |
|  | 25. Lady Isabel de Ergadia                                          |  |  |  |  |  |  |  |  |  |  |  |  |  |  |  |
|  |                                                                     |  |  |  |  |  |  |  |  |  |  |  |  |  |  |  |
|  |                                                                     |  |  |  |  |  |  |  |  |  |  |  |  |  |  |  |
|  | 6. John Stewart, I Conde de Atholl                                  |  |  |  |  |  |  |  |  |  |  |  |  |  |  |  |
|  |                                                                     |  |  |  |  |  |  |  |  |  |  |  |  |  |  |  |
|  |                                                                     |  |  |  |  |  |  |  |  |  |  |  |  |  |  |  |
|  | 26. Juan Beaufort, I Conde de Somerset                              |  |  |  |  |  |  |  |  |  |  |  |  |  |  |  |
|  |                                                                     |  |  |  |  |  |  |  |  |  |  |  |  |  |  |  |
|  |                                                                     |  |  |  |  |  |  |  |  |  |  |  |  |  |  |  |
|  | 13. Joan Beaufort, Reina de Escocía                                 |  |  |  |  |  |  |  |  |  |  |  |  |  |  |  |
|  |                                                                     |  |  |  |  |  |  |  |  |  |  |  |  |  |  |  |
|  |                                                                     |  |  |  |  |  |  |  |  |  |  |  |  |  |  |  |
|  | 27. Condesa Margaret Holland                                        |  |  |  |  |  |  |  |  |  |  |  |  |  |  |  |
|  |                                                                     |  |  |  |  |  |  |  |  |  |  |  |  |  |  |  |
|  |                                                                     |  |  |  |  |  |  |  |  |  |  |  |  |  |  |  |
|  | 3. Lady Elizabeth Stewart                                           |  |  |  |  |  |  |  |  |  |  |  |  |  |  |  |
|  |                                                                     |  |  |  |  |  |  |  |  |  |  |  |  |  |  |  |
|  |                                                                     |  |  |  |  |  |  |  |  |  |  |  |  |  |  |  |
|  | 28. Henry II Sinclair, Duque de Orkney                              |  |  |  |  |  |  |  |  |  |  |  |  |  |  |  |
|  |                                                                     |  |  |  |  |  |  |  |  |  |  |  |  |  |  |  |
|  |                                                                     |  |  |  |  |  |  |  |  |  |  |  |  |  |  |  |
|  | 14. William Sinclair, I Conde de Caithness                          |  |  |  |  |  |  |  |  |  |  |  |  |  |  |  |
|  |                                                                     |  |  |  |  |  |  |  |  |  |  |  |  |  |  |  |
|  |                                                                     |  |  |  |  |  |  |  |  |  |  |  |  |  |  |  |
|  | 29. Egidia Douglas                                                  |  |  |  |  |  |  |  |  |  |  |  |  |  |  |  |
|  |                                                                     |  |  |  |  |  |  |  |  |  |  |  |  |  |  |  |
|  |                                                                     |  |  |  |  |  |  |  |  |  |  |  |  |  |  |  |
|  | 7. Lady Eleanor Sinclair                                            |  |  |  |  |  |  |  |  |  |  |  |  |  |  |  |
|  |                                                                     |  |  |  |  |  |  |  |  |  |  |  |  |  |  |  |
|  |                                                                     |  |  |  |  |  |  |  |  |  |  |  |  |  |  |  |
|  | 30. Alexander Sutherland de Dunbeath                                |  |  |  |  |  |  |  |  |  |  |  |  |  |  |  |
|  |                                                                     |  |  |  |  |  |  |  |  |  |  |  |  |  |  |  |
|  |                                                                     |  |  |  |  |  |  |  |  |  |  |  |  |  |  |  |
|  | 15. Lady Marjory Sutherland                                         |  |  |  |  |  |  |  |  |  |  |  |  |  |  |  |
|  |                                                                     |  |  |  |  |  |  |  |  |  |  |  |  |  |  |  |
|  |                                                                     |  |  |  |  |  |  |  |  |  |  |  |  |  |  |  |

| Predecesor: Jacobo Estuardo, I conde de Moray (Regente) | Gobierno de Escocia (Regente) 1570 - 1571 | Sucesor: John Erskine, XVII conde de Mar (Regente) |
| Predecesor: John Estuardo, III conde de Lennox          | Conde de Lennox 1526 - 1571               | Sucesor: Unido a la corona en Jacobo VI de Escocia |